# 구성적 양도 논법
논리학에서, 구성적 양도 논법(構成的兩刀論法) 또는 구성적 딜레마(構成的dilemma, 영어: constructive dilemma)은 두 가언 명제와 그 두 전제의 논리합으로부터 두 결론의 논리합을 유도하는 양도 논법이다. 즉, “만약 P라면 Q이다. 만약 R라면 S이다. 그런데 P이거나 R이다. 따라서, Q이거나 S이다.”와 같은 꼴이다.

## 정의
구성적 양도 논법은 다음과 같은 추론 규칙이다.:184, §16.3.1
{\displaystyle {\begin{matrix}P\implies Q\qquad R\implies S\qquad P\lor R\\\hline Q\lor S\end{matrix}}}
또는
{\displaystyle P\implies Q,R\implies S,P\lor R\vdash Q\lor S}
여기서
- {\displaystyle P}, {\displaystyle Q}는 논리식을 나타내는 메타 변수이다.
- {\displaystyle \implies }는 함의이다.
- {\displaystyle \lor }는 논리합이다.
- 수평선은 증명 과정의 이웃한 두 단계를 구분하는 메타 논리 기호이다.
- {\displaystyle \vdash }는 왼쪽에 놓인 논리식들로부터 오른쪽에 놓인 논리식을 증명할 수 있음을 나타내는 메타 논리 기호이다.

## 성질
직관 논리에서 성립하며, 따라서 고전 논리를 비롯한 모든 초직관 논리에서 성립한다.